# Ellesborough
Ellesborough – wieś w Anglii, w hrabstwie Buckinghamshire, w dystrykcie (unitary authority) Buckinghamshire. Leży 54 km na północny zachód od centrum Londynu. W 2001 miejscowość liczyła 811 mieszkańców.